# Silveiros
Silveiros é uma povoação portuguesa do Município de Barcelos que foi sede da extinta Freguesia de Silveiros, freguesia que tinha 3,82 km² de área e 1 181 habitantes (2011), e, por isso, uma densidade populacional de 309,2 hab/km².
A Freguesia de Silveiros foi extinta em 2013, no âmbito de uma reforma administrativa nacional, tendo sido agregada à Freguesia de Santa Eulália de Rio Covo, para formar uma nova freguesia denominada União das Freguesias de Silveiros e Rio Covo (Santa Eulália) da qual é sede.
A área que hoje constituiu Silveiros repartiu-se noutros tempos por duas paróquias, São João de Silveiros e São Salvador de Silveiros. São Salvador ficava a sul e poente de São João e vinha já no Censual do Bispo D. Pedro de Castilho.
Em S. Salvador registou-se até tarde uma Vila de Silveiros, que deve ter sucedido a uma citânia. Falam dessa vila as Inquirições e um documento do ano 965.
Vila Meã, que Garcia da Cunha desmembrou de Fralães no século XVI, pertencia a S. Salvador e deve corresponder a uns bens que, segundo as Inquirições, os Correias aí adquiriram.
O Palácio que aí existe é obra de inícios do século XX.
No Arquivo Distrital, conserva-se, na versão original, o Tombo de S. Salvador, anexo ao de Fonte Coberta; data de 1548.

## População
| População da freguesia de Silveiros (1864 – 2011) | População da freguesia de Silveiros (1864 – 2011) | População da freguesia de Silveiros (1864 – 2011) | População da freguesia de Silveiros (1864 – 2011) | População da freguesia de Silveiros (1864 – 2011) | População da freguesia de Silveiros (1864 – 2011) | População da freguesia de Silveiros (1864 – 2011) | População da freguesia de Silveiros (1864 – 2011) | População da freguesia de Silveiros (1864 – 2011) | População da freguesia de Silveiros (1864 – 2011) | População da freguesia de Silveiros (1864 – 2011) | População da freguesia de Silveiros (1864 – 2011) | População da freguesia de Silveiros (1864 – 2011) | População da freguesia de Silveiros (1864 – 2011) | População da freguesia de Silveiros (1864 – 2011) |
| ------------------------------------------------- | ------------------------------------------------- | ------------------------------------------------- | ------------------------------------------------- | ------------------------------------------------- | ------------------------------------------------- | ------------------------------------------------- | ------------------------------------------------- | ------------------------------------------------- | ------------------------------------------------- | ------------------------------------------------- | ------------------------------------------------- | ------------------------------------------------- | ------------------------------------------------- | ------------------------------------------------- |
| 1864                                              | 1878                                              | 1890                                              | 1900                                              | 1911                                              | 1920                                              | 1930                                              | 1940                                              | 1950                                              | 1960                                              | 1970                                              | 1981                                              | 1991                                              | 2001                                              | 2011                                              |
| 501                                               | 514                                               | 511                                               | 528                                               | 567                                               | 541                                               | 674                                               | 739                                               | 872                                               | 936                                               | 958                                               | 1 049                                             | 1 068                                             | 1 108                                             | 1 181                                             |

## Personalidades da história
- Paio Pires Gravel que foi um fidalgo, Rico-Homem e cavaleiro medieval, foi Senhor de vastas propriedades nesta localidade.

## Instituições Financeiras
Em Silveiros existe uma agência financeira, o Crédito Agrícola.